# Знаменка (Гурьевский район)
Знаменка — посёлок в Калининградской области России. Входил в состав Добринского сельского поселения в Гурьевском районе.
Рядом протекает река Камышевая.

## Население
| 2002 | 2010 |
| ---- | ---- |
| 28   | ↘21  |